# Juan Illas Vidal
Juan Illas y Vidal (Barcelona, 14 de diciembre de 1819-Barcelona, 25 de febrero de 1876) fue un escritor, político y jurista español. 

## Biografía
Nació en Barcelona el 14 de diciembre de 1819. Siguió la carrera de jurisprudencia, obteniendo siempre excelentes notas. Después hizo oposición a la cátedra de derecho mercantil de la junta de comercio, la cual, en consideración a su mérito, le fue concedida. Fue individuo de varias academias científicas y literarias, y figuró entre los hombres políticos notables de su país en las Cortes de 1857 como diputado por Barcelona. Falleció el 25 de febrero de 1876 en Barcelona.

## Obra
Entre sus obras se encuentran: 
- La Marquesa de Alta-Vila, 1838.[1]
- Elementos de gramática castellana, 1842.[1] La misma obra, en unión a Laureano Figuerola, la publicó en 1845.[1]
- Un Bara. Drama histórico.[1]
- Posibilidad de una raza única primitiva. Opúsculo.[1]
- Consejo dado al partido moderado.[1]
- Cataluña en España (1855).

También escribió en el periódico político el Imparcial.